# Graniczne placówki kontrolne
Graniczne placówki kontrolne (GPK) – pododdziały Wojsk Ochrony Pogranicza/Straży Granicznej (w SG graniczne jednostki organizacyjne) wykonujące kontrolę graniczną osób, towarów i środków transportu bezpośrednio w przejściach granicznych oraz kontrolę bezpieczeństwa w komunikacji lotniczej na terenie portów lotniczych (GPK SG).
Zadaniem GPK było kontrolowanie dokumentów upoważniających do przekraczania granicy, również kontrola celna obrotu towarowego z zagranicą. Ze względu na rodzaj przejścia granicznego rozróżnia się GPK drogowe, kolejowe, lotnicze, morskie i rzeczne. Występowały w strukturach Straży Granicznej do roku 2005.

## Przejściowe punkty kontrole
Od października 1945 roku, w ramach tworzących się Wojsk Ochrony Pogranicza tworzono przejściowe punkty kontrolne (PPK). Ze względu na nasilenie ruchu granicznego podzielono je na trzy kategorie:
- PPK kat. I – etat nr 8/10 liczył 33 żołnierzy i 3 pracowników cywilnych
- PPK kat. II – etat nr 8/11 liczył 17 żołnierzy i 2 pracowników cywilnych
- PPK kat. III – etat nr 8/12 liczył 10 żołnierzy i 1 pracownika cywilnego

We wrześniu 1946 roku dokonano reorganizacji przejściowych punktów kontrolnych. Skorygowano ich dyslokację i utworzono 3 kategorie przejściowych punktów kontrolnych drogowych i kolejowych (A, B, C), utrzymano nadal przejściowy punkt kontrolny na Okęciu oraz utworzono dodatkowo PPK morskie w Gdyni, Gdańsku i Szczecinie. Po reorganizacji istniało nadal 51 przejściowych punktów kontrolnych.
W początkach roku 1947 dokonano kolejnych zmian. Na granicy południowej uruchomiono 16 etatowych przejściowych punktów kontrolnych małego ruchu granicznego (PPK MRG). Związane to było z problemami wynikającymi z posiadania ziemi uprawnej przez Polaków i Czechosłowaków po obu stronach granicy. Do końca 1948 roku ich liczbę powiększono do 19. Reorganizacją objęto także inne PPK. Wprowadzono kategorię D przejściowych punktów kontrolnych o stanie osobowym 13 wojskowych i 1 pracownik cywilny. Po reorganizacji czynnych było w sumie 50 PPK, w tym 1 lotniczy, 2 rzeczne i 3 morskie.
W 1947 roku przejściowe punkty kontrolne (PPK) przyjęły nazwę granicznych placówek kontrolnych (GPK).

### Wykaz przejściowych punktów kontrolnych w 1945
| Granica zachodnia - PPK Szczecin – portowy (III kategoria) - PPK Szczecin – drogowy (III kategoria) - PPK Kostrzyn – drogowy (III kategoria) nr 7 - PPK Kostrzyn – kolejowy nr 8 - PPK Słubice – kolejowy (I kategoria) nr 6 - PPK Słubice – drogowy (III kategoria) nr 7 - PPK Gubin – kolejowy (III kategoria) nr 4 - PPK Gubin – drogowy (III kategoria) nr 5 - PPK Tuplice – drogowy (III kategoria) - PPK Zgorzelcice – drogowy (III kategoria) Granica wschodnia - PPK Olszenica – drogowy - PPK Medyka – kolejowy (II kategoria) - PPK Lubycza – drogowy (III kategoria) - PPK Włodawa – kolejowy (III kategoria) - PPK Terespol – kolejowy (I kategoria) - PPK Terespol – drogowy (III kategoria) - PPK Czeremcha – drogowy (III kategoria) - PPK Białowieża – drogowy (III kategoria) - PPK Bobrowniki – drogowy (III kategoria) - PPK Kuźnica Białostocka – kolejowy (I kategoria) - PPK Lipszczany – drogowy (III kategoria) - PPK Worubie – drogowy - PPK Siółko – drogowy Lotniska - PPK Warszawa – lotnisko | Granica południowa - PPK Jacobsthal – drogowy (III kategoria) - PPK Jacobsthal – kolejowy (III kategoria) - PPK Kudowa – kolejowy (II kategoria) - PPK Międzylesie – drogowy (III kategoria) - PPK Otmuchów – drogowy (III kategoria) - PPK Głuchołazy – kolejowy (III kategoria) - PPK Głubczyce – kolejowy (III kategoria) - PPK Pilszcz – kolejowy (III kategoria) - PPK Krzanowice – kolejowy (III kategoria) - PPK Rudyszwałd – kolejowy (III kategoria) - PPK Zebrzydowice – kolejowy (I kategoria) - PPK Cieszyn – drogowy (III kategoria) - PPK Zwardoń – drogowy (III kategoria) - PPK Zwardoń – kolejowy (III kategoria) - PPK Jabłonka – kolejowy (III kategoria) - PPK Jaworzyna – drogowy (III kategoria) - PPK Kępna – drogowy (III kategoria) - PPK Radoszyce – drogowy (III kategoria) - PPK Łupków – kolejowy (III kategoria) Granica północna - PPK Szypliszki – drogowy (III kategoria) - PPK Gołdap – drogowy (III kategoria) - PPK Gdańsk – portowy (I kategoria) - PPK Gdynia – portowy (II kategoria) - PPK Kołobrzeg – portowy (II kategoria) |

## Graniczne placówki kontrolne
W 1947 roku przemianowano przejściowe punkty kontrolne na graniczne placówki kontrolne.
W 1949 roku zorganizowano na wybrzeżu Bałtyku placówki kontroli ruchu rybackiego Łeba, Kuźnica Jastarnia, Obłuże-Oksywie, Górki Zachodnie, Sypiewo (Mikoszewo) według kategorii A o stanie 15 wojskowych, oraz PKRR Dąbki Karwia, Jastrzębia Góra, Piaśnica, Chałupy, Swarzewo, Puck, Osłonino, Rewa, Mechelinki, Orłowo, Sopot, Jelitkowo, Stegna, Krynica Morska i Wierzchucino kategorii B o stanie osobowym 7 wojskowych. Powołano też nieetatowe PKRR Ostrowo i Chłapowo.
W 1951 roku w portach Gdańska, Gdyni i Szczecina powołano bataliony portowe, a w pozostałych – morskie graniczne placówki kontrolne (MGPK). Uruchomiono też nowe kolejowe GPK w Łupkowie oraz Krościenku.
W kwietniu 1954 roku na granicy zaangażowane były 47 graniczne placówki kontrolne, 44 placówki kontroli ruchu rybackiego (PK RR) oraz 13 przejściowych punktów kontroli małego ruchu granicznego (PPK MRG).
W latach 1965–1971 graniczne placówki kontrolne podporządkowane były Komendom Wojewódzkim Milicji Obywatelskiej.
W 1991 roku formująca się Straż Graniczna przejęła Graniczne Placówki Kontrolne WOP. Od 15 października 2002 roku do nazw granicznych placówek kontrolnych dodawano litery SG.
Istniały one w strukturach SG do dnia 23 sierpnia 2005 roku. Z dniem 24 sierpnia 2005 roku w ramach przygotowań struktur formacji do wejścia do strefy Schengen zreorganizowano najniższe szczeble organizacyjne: w miejsce dotychczasowych GPK-ów i strażnic utworzono placówki Straży Granicznej, w zakresie których pozostawała zarówno tzw. „granica zielona”, jak również przejścia graniczne.

### Struktura organizacyjna GPK
Struktura GPK w latach 60. XX w.
Dowódca GPK
- zastępca dowódcy do spraw zwiadu
- starszy kontroler
- kontroler (2)
- szef GPK
- maszynistka-rewidentka
- pluton piechoty
  - trzy drużyny piechoty

Razem: 40 żołnierzy i jeden pracownik cywilny

## Graniczne placówki kontrolne OP w 1948
graniczne placówki kontrolne 6 Brygady OP:
- Graniczna Placówka Kontrolna nr 63 „Zawistów” (kolejowo-drogowa)
- Graniczna Placówka Kontrolna nr 61 „Turów” (kolejowa)
- Graniczna Placówka Kontrolna nr 59 „Jakuszec” (drogowa)
- Graniczna Placówka Kontrolna nr 1 „Zgorzelec” (drogowa)
- Graniczna Placówka Kontrolna nr 2 „Kaławsk” (kolejowa)
- Graniczna Placówka Kontrolna nr 3 „Kleinbademeissel” (drogowa)
- Graniczna Placówka Kontrolna nr 4 „Tuplice” (kolejowa)

graniczne placówki kontrolne 10 Brygady OP:
- Graniczna Placówka Kontrolna nr 5 „Gubin” (kolejowa)
- Graniczna Placówka Kontrolna nr 6 „Krosno Odrzańskie” (rzeczna)
- Graniczna Placówka Kontrolna nr 7 „Rypin” (kolejowa)
- Graniczna Placówka Kontrolna nr 8 „Słubice” (drogowa)
- Graniczna Placówka Kontrolna nr 9 „Kostrzyn” (rzeczna nad Wartą)
- Graniczna Placówka Kontrolna nr 10 „Kostrzyn” (kolejowo-drogowa)

graniczne placówki kontrolne 8 Brygady OP:
- Graniczna Placówka Kontrolna nr 11 „Gryfin” (rzeczna)
- Graniczna Placówka Kontrolna nr 12 „Kołbaczewo” (drogowa)
- Graniczna Placówka Kontrolna nr 13 „Gumieńce” (kolejowa)
- Graniczna Placówka Kontrolna nr 14 „Szczecin” (morska)
- Graniczna Placówka Kontrolna nr 15 „Nowe Linki” (drogowa)
- Graniczna Placówka Kontrolna nr 17 „Świnoujście” (morska)

graniczne placówki kontrolne 12 Brygady OP:
- Graniczna Placówka Kontrolna nr 18 „Kołobrzeg” (morska)
- Graniczna Placówka Kontrolna nr 19 „Darłowo” (morska)
- Graniczna Placówka Kontrolna nr 20 „Ustka” (morska)

graniczne placówki kontrolne 4 Brygady OP:
- Graniczna Placówka Kontrolna nr 21 „Gdynia” (morska)
- Graniczna Placówka Kontrolna nr 22 „Gdańsk” (morska)
- Graniczna Placówka Kontrolna nr 23 „Gdańsk-Wrzeszcz” (lotniskowa)

graniczne placówki kontrolne 7 Brygady OP:
- Graniczna Placówka Kontrolna nr 25 „Braniewo” (drogowa)
- Graniczna Placówka Kontrolna nr 26 „Bartoszyce” (kolejowa)
- Graniczna Placówka Kontrolna nr 27 „Korsze” (kolejowa)

graniczne placówki kontrolne 11 Brygady OP:
- Graniczna Placówka Kontrolna nr 28 „Kuźnica” (kolejowo-drogowa)
- Graniczna Placówka Kontrolna nr 29 „Krynki” (kolejowa)
- Graniczna Placówka Kontrolna nr 30 „Narewka” (kolejowa)
- Graniczna Placówka Kontrolna nr 31 „Czeremcha” (kolejowa)

graniczne placówki kontrolne 13 Brygady OP:
- Graniczna Placówka Kontrolna nr 28 „Terespol” (kolejowa)
- Graniczna Placówka Kontrolna nr 29 „Terespol” (drogowa)
- Graniczna Placówka Kontrolna nr 30 „Dorohusk” (kolejowo-drogowa)
- Graniczna Placówka Kontrolna nr 31 „Lubycza” (kolejowo-drogowa)

graniczne placówki kontrolne 15 Brygady OP:
- Graniczna Placówka Kontrolna nr 37 „Medyka” (drogowa)
- Graniczna Placówka Kontrolna nr 38 „Przemyśl” (kolejowa)
- Graniczna Placówka Kontrolna nr 39 „Olszanica” (kolejowa)

graniczne placówki kontrolne 41 batalionu WOP:
- Graniczna Placówka Kontrolna nr 40 „Łupków” (kolejowa)
- Graniczna Placówka Kontrolna nr 41 „Radoszyce” (drogowa)

graniczne placówki kontrolne 19 Brygady OP:
- Graniczna Placówka Kontrolna nr 62 „Muszyna” (drogowa)
- Graniczna Placówka Kontrolna nr 42 „Chyżne” (kolejowa)
- Graniczna Placówka Kontrolna nr 43 „Łysa Polana” (kolejowa)

graniczne placówki kontrolne 21 Brygady OP:
- Graniczna Placówka Kontrolna nr 44 „Cieszyn” (drogowa)
- Graniczna Placówka Kontrolna nr 45 „Cieszyn” (kolejowa)
- Graniczna Placówka Kontrolna nr 46 „Zebrzydowice” (kolejowa)
- Graniczna Placówka Kontrolna nr 47 „Chałupki” (drogowa)
- Graniczna Placówka Kontrolna nr 48 „Chałupki” (kolejowa)
- Graniczna Placówka Kontrolna nr 49 „Krzenowice” (drogowa)
- Graniczna Placówka Kontrolna nr 50 „Owsiszcze” (drogowa)
- Graniczna Placówka Kontrolna nr 51 „Pietrowice” (drogowa)
- Graniczna Placówka Kontrolna nr 52 „Głuchołazy” (kolejowa)

graniczne placówki kontrolne 23 Brygady OP:
- Graniczna Placówka Kontrolna nr 53 „Międzylesie” (drogowa)
- Graniczna Placówka Kontrolna nr 54 „Międzylesie” (kolejowa)
- Graniczna Placówka Kontrolna nr 55 „Kudowa” (drogowa)
- Graniczna Placówka Kontrolna nr 56 „Mirowsk” (kolejowa)
- Graniczna Placówka Kontrolna nr 57 „Lubawsk” (kolejowa)
- Graniczna Placówka Kontrolna nr 58 „Lubawa” (drogowa)

## Wykaz placówek kontroli małego ruchu granicznego w 1948
W 1948 roku zorganizowano PK MRG w 10. i 9 O WOP

- PK MRG Jasnowice
- PK MRG Leszna Górna
- PK MRG Puńców
- PK MRG Pogwizdów
- PK MRG Kaczyce Górne
- PK MRG Kaczyce Dolne
- PK MRG Wymysłów
- PK MRG Marklowice
- PK MRG Skrebeńsko
- PK MRG Gołkowice
- PK MRG Chałupki
- PK MRG Olza
- PK MRG Pilszcz
- PK MRG Niedzica
- PK MRG Jurgów
- PK MRG Chochołów
- PK MRG Winiarczykówka
- PK MRG Glinka
- PK MRG Zwardoń